# 김알음
김알음(1972년 6월 27일 ~ )은 대한민국의 텔레비전 연기자, 연극배우, 뮤지컬 배우, 가수, 작사가, 영화배우이다.

## 이력
1981년 광고 모델 첫 데뷔하였으며 이어 같은 해 1981년 KBS 한국방송공사 드라마에서 아역 연기자 첫 데뷔하였고 이듬해 1982년 MBC 문화방송 드라마에 첫 출연하였으며 이후 아역 연기자 활약하다가 1991년 연극배우 데뷔하였고 1992년 SBS 서울방송 드라마에 첫 출연하였으며 이어 같은 해 1992년 뮤지컬 배우 데뷔하였고 이듬해 1993년 솔로 가수 데뷔하였으며 1995년 영화 《개 같은 날의 오후》의 단역 출연을 통하여 영화배우 데뷔하였고 1998년 보컬 음악 그룹 녹색지대에 구성원으로 합류하였으며 2003년 녹색지대 구성원 지위에서 물러났고 이후 가수 겸 뮤지컬 배우 활약하였다.

## 출연작

### 텔레비전 드라마
- 1981년 KBS 드라마 《대명》 ... 경완군 이석린 역
- 1982년 MBC 드라마 《고백》
- 1983년 KBS 드라마 《개국》 ... 창왕 역
- 1983년 MBC 드라마 《조선왕조 오백년 - 추동궁 마마》 ... 진평공 진양대군 이유 역
- 1984년 KBS 드라마 《독립문》 ... 의민황태제 영친왕 이은 역
- 1989년 KBS 드라마 《왕룽일가》
- 1989년 MBC 드라마 《조선 왕조 오백년 - 파문》 ... 완풍공 상계군 이담 역
- 1992년 SBS 드라마 《두려움 없는 사랑》
- 1993년 KBS 드라마 《살아 남은 자의 슬픔》
- 1993년 SBS 드라마 《결혼》
- 1994년 SBS 드라마 《공룡선생》
- 1995년 KBS 드라마 《갈채》
- 1996년 SBS 드라마 《임꺽정》 ... 명종 이환 역

### 연극
- 1991년 《햄릿》 ... 햄릿 왕자 역(주인공)

### 뮤지컬
- 1992년 《포기와 베스》 ... 포기 역(남자 주인공)

### 영화
- 1995년 《개 같은 날의 오후》 ... 유미 역(단역)

### 라디오 프로그램
- 2015년 EBS FM 《EBS 책 읽는 라디오 낭독 시리즈》

## 같이 보기
- 김범룡
- 권선국
- 심신
- 곽창선
- 조원민